# بكير بن عبد الله
بُكَير بْنُ عَبْدِ الله الليثي كان قائدًا عسكريًا عربيًا، خدم في الخلافة الراشدة، واشتهر بفتح مقاطعة أدرباداجان الساسانية.

## سيرته
في عام 651، غزا بكير أدربادجان، التي كانت تحت سيطرة الأخوين من آل إسباهبودان إسفندياذ وبهرام. ووقف إسفندياذ ضده ودارت معركة بينهما، إلا أنه هُزم وأُسر على يد بكير ورجاله.
وبينما كان إسفندياذ في الأسر، قال لبكير، إنه إذا سعى إلى غزو أدربادجان بسهولة وسلام، فعليه أن يتصالح معه. حسب البلعمي، من المعروف أن إسفندياذ قال: "إذا قتلتني أذربيجان كلها [سوف] تنتقم لدمي وستشن حربًا ضدك". واستمع بكير لنصيحة إسفندياذ وتصالح معه. إلا أن بهرام رفض الخضوع للقوات العربية واستمر في مقاومتها، لكنه هُزم في النهاية على يد بكير، وأُجبر على الفرار من أدربادجان.